# Abolicjonizm

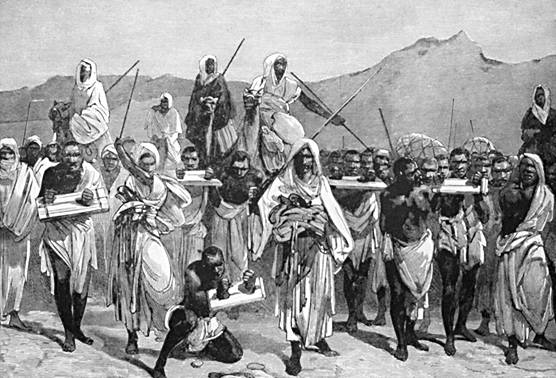
Arabscy łowcy niewolników

Abolicjonizm (z łac. abolitio „zniesienie, umorzenie” i -izm z gr. ισμός ismos „wiedza”) – w XVIII i XIX wieku ruch społeczno-polityczny i ideowy w Europie (głównie w Wielkiej Brytanii i Francji) i obu Amerykach (głównie w Stanach Zjednoczonych), stawiający sobie za zadanie zniesienie niewolnictwa i związanego z nim handlu ludźmi.

## Ewolucja
Ruch został zapoczątkowany przez kwakrów żyjących w angielskich koloniach w Ameryce Północnej. Zyskał poparcie czołowych autorytetów Europy, przede wszystkim angielskich i francuskich filozofów oświecenia. Pierwsze towarzystwa abolicyjne powstały w 2. połowie XVIII wieku – w 1753 w Wielkiej Brytanii, w 1775 w USA, i w 1788 we Francji. Wybitnymi działaczami abolicjonizmu byli m.in. Granville Sharp i Thomas Clarkson (Wielka Brytania), Benjamin Franklin, Anthony Benezet i Benjamin Rush (USA), Henri Grégoire i Jacques Pierre Brissot (Francja).
W okresie rewolucji francuskiej 1789–1799 na mocy decyzji Konwentu Narodowego z 4 lutego 1794 Francuzom zakazano handlu niewolnikami i zniesiono niewolnictwo w koloniach francuskich. Była to pierwsza decyzja w tej sprawie podjęta przez władze państwowe. Została jednak odwołana 20 maja 1802 przez Napoleona Bonaparte. Znacznie większy wpływ na sytuację niewolników w koloniach francuskich miało zwycięskie powstanie niewolników we francuskiej kolonii Saint-Domingue (wybuchło w nocy z 22 na 23 sierpnia 1791), które doprowadziło w roku 1804 do proklamowania niepodległości Haiti, państwa byłych niewolników, na które odtąd powoływali się abolicjoniści.
Istotny wpływ na losy niewolnictwa miała polityka Wielkiej Brytanii, gdzie w 1807 uchwalono zakaz udziału obywateli brytyjskich w handlu niewolnikami, w 1833 zniesiono niewolnictwo w części kolonii brytyjskich (ostatecznie w 1843), a w połowie lat 60. XIX wieku doprowadzono do likwidacji transatlantyckiego handlu niewolnikami. Również Francja w początkach 1848 na wniosek François Arago zniosła niewolnictwo w swoich koloniach.
W USA walka o abolicję była trudna ze względu na oparcie na niewolnictwie plantacyjnej gospodarki południowych stanów – zaniepokojone zamachem na swój dotychczasowy tryb życia i wyborem Abrahama Lincolna na prezydenta ogłosiły secesję, co w konsekwencji doprowadziło do wybuchu wojny secesyjnej. W 1863 proklamowana została emancypacja czarnoskórych zamieszkujących południowe stany, natomiast w 1865 roku 13. poprawka do Konstytucji Stanów Zjednoczonych zniosła niewolnictwo na terenie całego kraju.
W Ameryce Południowej kraje uzyskujące niepodległość same znosiły niewolnictwo, kolejno: Chile (1823), Meksyk (1829), Boliwia (1831), Urugwaj (1842), Ekwador (1851), Peru i Wenezuela (1854); na Kubie dokonał tego w 1880 rząd hiszpański. W Brazylii w 1880 zostało założone Brazylijskie Stowarzyszenie do Walki z Niewolnictwem, a w 1888 parlament zniósł ostatecznie niewolnictwo.